# Macarostola thiasodes
Macarostola thiasodes là một loài bướm đêm thuộc họ Gracillariidae. Nó được tìm thấy ở Sri Lanka.